# Peinture acrylique
Pour les articles homonymes, voir Acrylique.

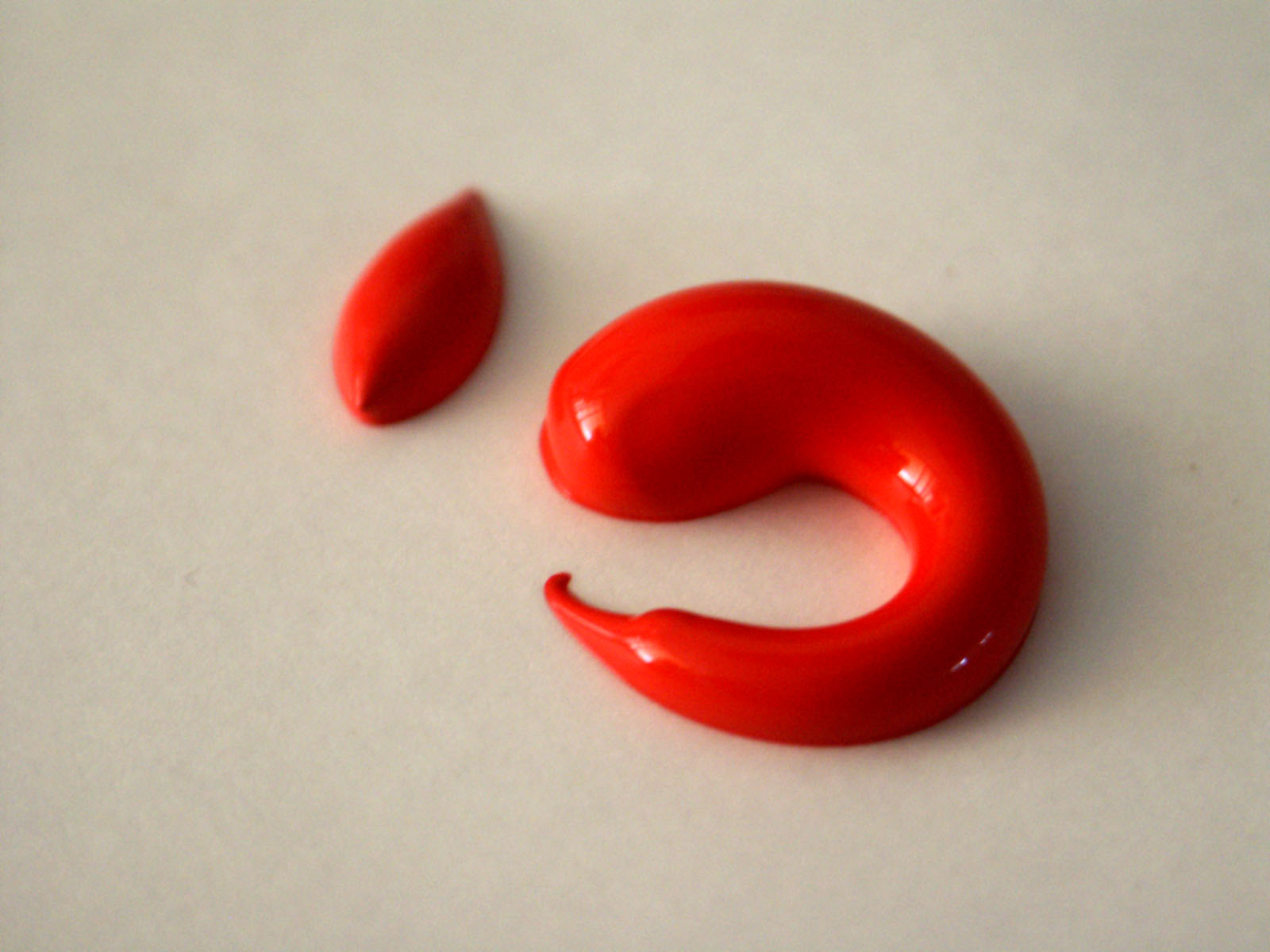
Peinture acrylique rouge

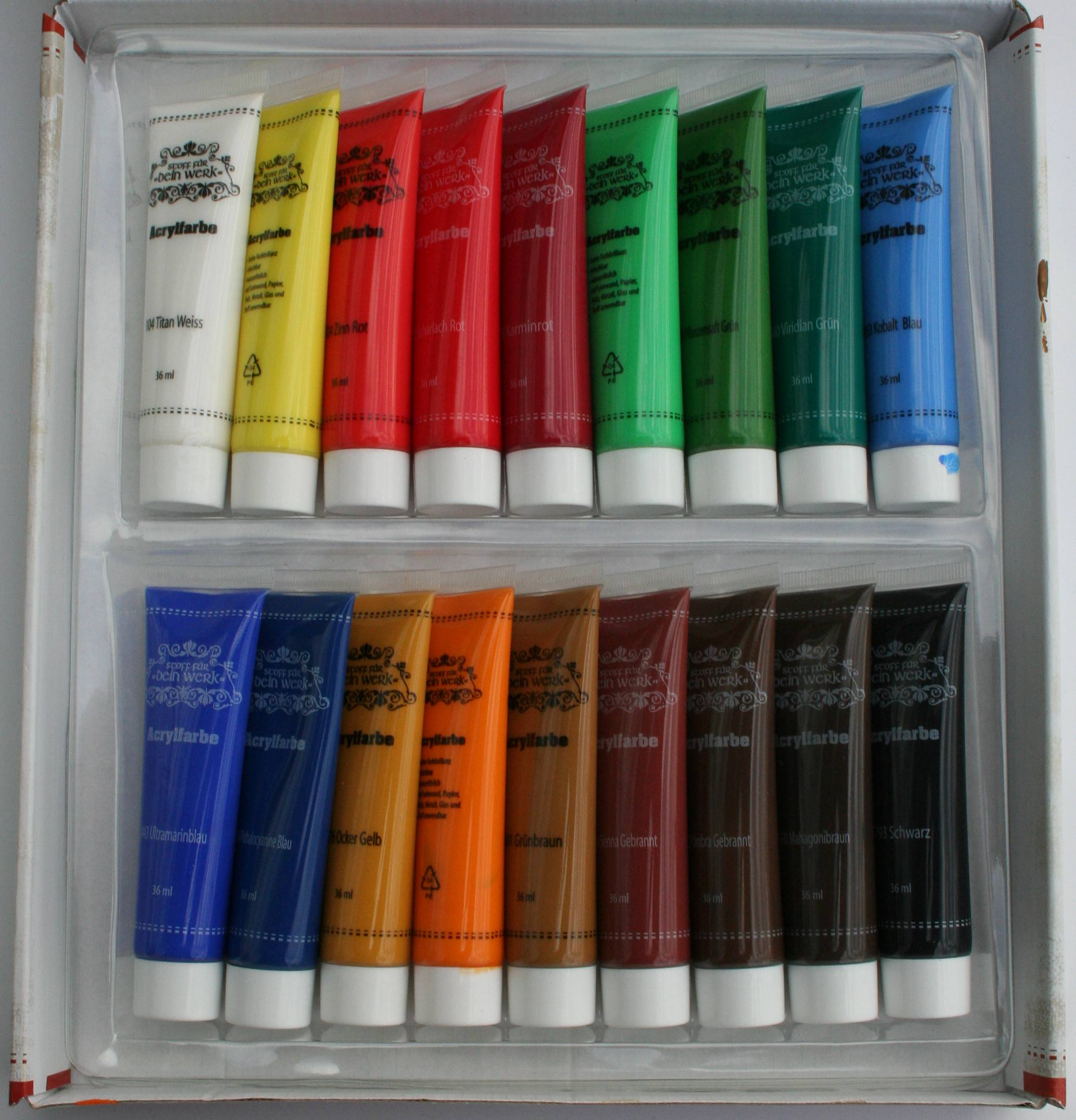
Peintures acryliques

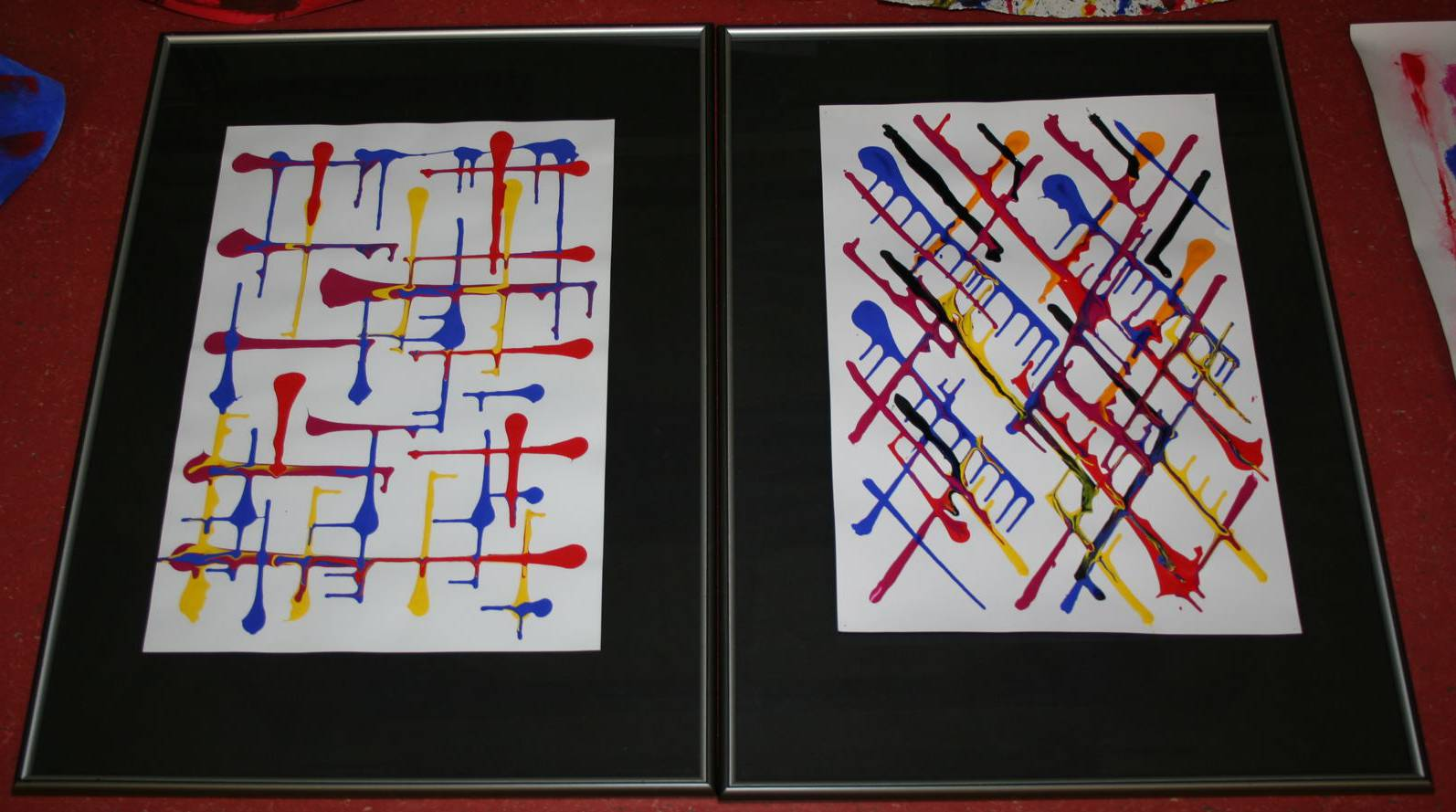
Peinture acrylique

La peinture acrylique est un type de peinture composée de pigments mélangés à une émulsion aqueuse de résines synthétiques polyacryliques ou polyvinyliques développées au milieu du XXe siècle.
Ces peintures servent en décoration intérieure et extérieure et dans les arts visuels.

## Histoire
Les premières peintures synthétiques sont des nitro-celluloses, phase solvant, qui apparaissent au milieu des années 1930 aux États-Unis pour l'industrie automobile et le bâtiment (peintures utilisées par les peintres mexicains et Charles Pollock). Le second type de peinture, qui apparaît en 1927, comporte de l'alkyde pour le bâtiment (utilisée par De Kooning en particulier). Les polyvinyle-acétate seront introduits également dans les années 1930.
Les imprimeurs américains Leonor Colour et Sam Golden développent une peinture acrylique et la mettent sur le marché en 1949 sous la marque commerciale Magma. Cette peinture se dilue avec de l'essence de térébenthine, elle est utilisée par les peintres Rothko, de Kooning, Barnett Newman, Kenneth Noland ou Morris Louis.
Le chimiste Henry Levinson crée en 1963 la peinture acrylique pour artiste diluable à l'eau sous la marque Liquitex. Les peintres Andy Warhol, David Hockney l'utilisent immédiatement.
Au Mexique elle avait été inventée vers 1950. Des chimistes de l'Institut National Polytechnique de Mexico, en collaboration avec les maîtres peintres muralistes mexicains, l'ont mise au point lors de la réalisation des fresques sur les façades de l'université de Mexico. Les écrits de David Alfaro Siqueiros (peintre-muraliste mexicain) : « L'art et la Révolution », racontent dans le détail la mise au point de cette technique picturale mise sur le marché en 1950.
Elle n'apparaît pas en Europe avant les années 1960 : Pierre Alechinsky la découvre à New York en 1965.

## Composition
La peinture acrylique est constituée de deux éléments principaux :
- les pigments : similaires à ceux de la peinture à l'huile, d'origine minérale ou organique, naturels (rare) ou synthétiques ;
- le liant : une émulsion d'eau et de résine acrylique ou polymère. Une variante est le liant acrylo-vinylique (peinture vinylique). La texture du liant est plus ou moins fluide selon le fabricant.

À cette pâte pourra ensuite être ajoutée une charge afin d'en augmenter le volume, la consistance ou l'opacité.

## Caractéristiques
La principale qualité de la peinture acrylique est sa docilité : dilution à l'eau (sans excès), miscibilité, mélanges faciles à préparer, facilité d'application, polyvalence de supports, faible odeur. Elle est très solide et stable dans le temps, mais pas indélébile. 
Elle a la particularité de sécher très vite, en quelques minutes. C'est un avantage lorsqu'il s'agit de travailler plus rapidement les différentes couches, mais peut constituer un inconvénient en empêchant les retouches. Aujourd'hui, on peut trouver des acryliques à séchage ralenti (d'une heure à plusieurs jours).

Elle se différencie ainsi de la peinture à l'huile, très lente à sécher mais qui permet les fondus et les repentirs.

Comparaison entre la peinture à l'acrylique et d'autres types de peintures
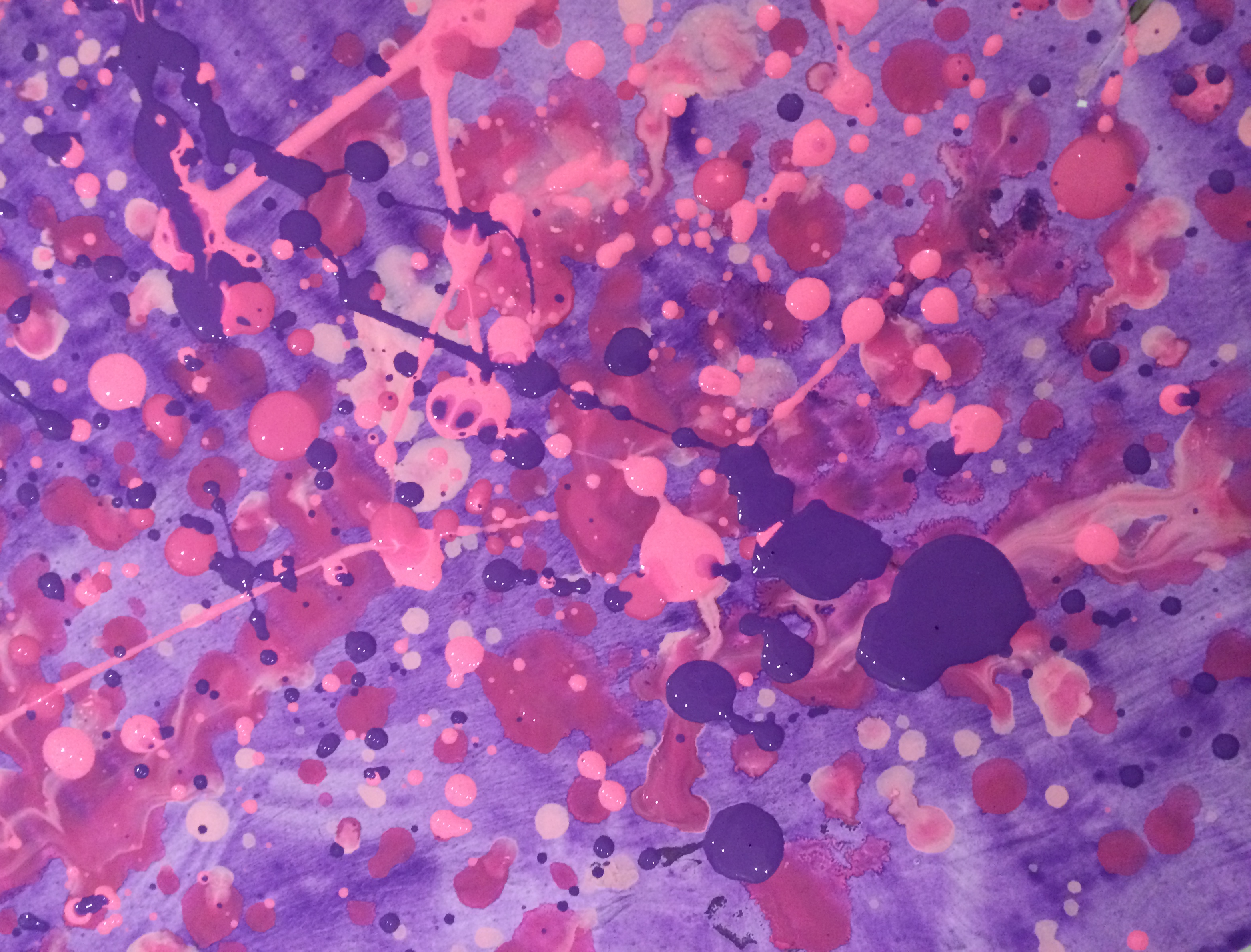
Tableau peint avec de la peinture acrylique
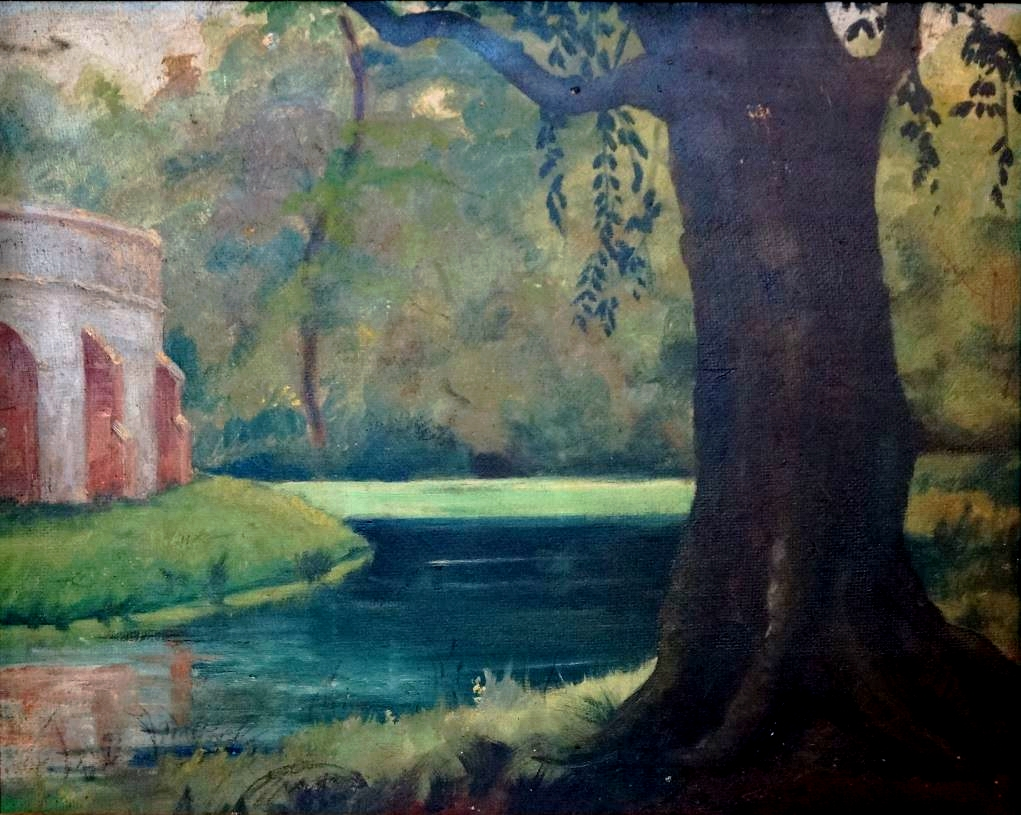
Tableau peint à l'huile
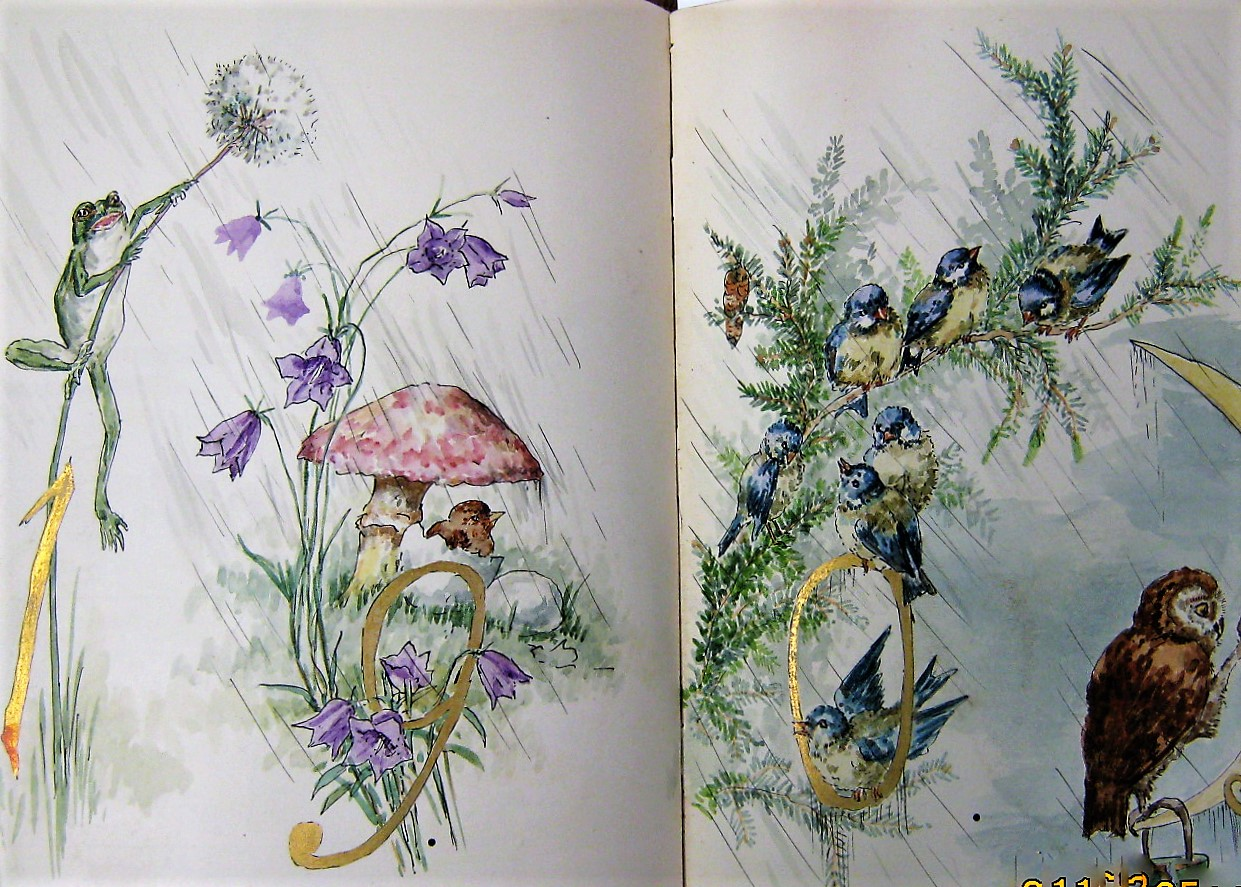
Tableau peint à l'aquarelle

La véritable limitation de l'acrylique est face à un corps gras. Ainsi on ne peut pas la mélanger ou la diluer avec de l'huile, ni de l'essence. Toutefois, selon la règle du « gras sur maigre », il est possible de peindre à l'huile sur une couche d'acrylique. On peut ainsi commencer un tableau à l'acrylique et le continuer à l'huile (mais non l'inverse).
Certaines marques spécialisées dans le maquettisme utilisent des médiums à base d'alcool isopropyle (isopropanol) pour une utilisation avec pistolet ou aérographe.
Une peinture acrylique, une fois sèche, peut parfaitement être retirée du support avec de l'alcool. Les peintures utilisées par les carrossiers sont des peintures acryliques qui ne deviennent résistantes qu'après avoir été enduites de vernis qui lui, dispose d'un diluant spécifique. Si elle est encore fraîche, il est assez simple de faire partir immédiatement l'acrylique de tissus avec de l'eau chaude et des savons végétaux de type savon de Marseille ou d'Alep. Les maquettistes seront heureux de savoir qu'une erreur est très facilement rattrapable. En effet, il suffit de tremper la pièce dans de l'alcool ( isopropyle, pur ou à brûler ), frotter avec une brosse à dents et sécher. L'alcool n'attaque ni le plastique ni le métal. 
L'acétone permet de nettoyer les ustensiles de peinture laissés même plusieurs jours en l'état, précaution prise avec certaines matières plastiques solubles à son contact.

## Médiums et additifs
Beaucoup d'effets sont possibles avec la peinture acrylique. D'où un grand éventail de médiums proposés par les fabricants.
- Certains facilitent l'application (médiums polyvalents), d'autres modifient le rendu (brillant ou satiné) ou la texture (médium gel, médium d'empâtement, pâte de texture). D'autres permettent la réalisation de glacis (médium à glacis).

- Parmi les additifs courants, existent des fluidifiants ou agent d'étalement, des épaississants, des retardateurs de séchage mais aussi des médiums filants et des médiums de lissage (pour effets marbrés, coulures, fondus).

- Les mortiers de structures ou pâte de texture permettent d'augmenter le volume de la pâte et donc de créer des empâtements et autres effets de texture. Ils sont constitués de liant acrylique et d'une charge (poudre de pierre ponce, poudre de marbre). On peut fabriquer soi-même sa pâte de texture en mélangeant du liant ou du médium gel à une charge : sable neutre, poudre de marbre, de pierre ponce, de bois, mica, talc, craie.

- Pour des effets plus originaux existent les gels de textures prêts à l'emploi qui contiennent des particules diverses : mica, grenat, résines, fibres, sable, lave, billes, flocons.